# Waiting for Love
Singles par Avicii
Feeling Good
(2015) For a Better Day
(2015)
Waiting for Love est une chanson du DJ et producteur suédois Avicii. Elle est sortie le 22 mai 2015 en téléchargement numérique sur le label PRMD. La chanson a été écrite et produite par Tim Bergling, elle a été co-écrite et co-produite par le DJ et producteur néerlandais Martin Garrix. La voix qu'on peut entendre est celle de Simon Aldred. Cette chanson est extraite de l'album Stories.

## Historique
La musique a été diffusée pour la première fois au Ultra Music Festival 2015 à la fois par Avicii et par Martin Garrix. Elle a été produite par Avicii et coproduite par le producteur néerlandais Martin Garrix et un producteur canadien, Rahul Pathak. Avant sa sortie le 22 mai 2015, on pensait que la chanson aurait été une collaboration complète entre Avicii et Garrix avec la voix de John Legend après que plusieurs vidéos et messages Twitter ont été créés indiquant cette collaboration.

## Clip vidéo
Le 26 juin 2015, le clip est dévoilé sur youtube, sur la chaîne AviciiOfficialVEVO.
Dans le clip, après s'être réveillé, une personne âgée remarque que sa femme a disparu, il décide donc de prendre son fauteuil roulant électrique pour partir la retrouver. Lors de son voyage, il se fera aider une première fois par une autre personne âgée puis une deuxième fois par des motards. Après une fête avec les motards, il décide de repartir dans son village. Une fois arrivé, les habitants du village viennent le voir, puis il revoit sa femme. Le clip finit avec sa femme assise sur lui, dans son fauteuil roulant.

## Liste des titres
| 1. | Waiting for Love                | 3:48 |
| 2. | Waiting for Love (Extended Mix) | 5:24 |

| 1. | Waiting for Love (Carnage & Headhunterz Remix)          | 4:52 |
| 2. | Waiting for Love (Sam Feldt Remix)                      | 5:16 |
| 3. | Waiting for Love (Tundran Remix)                        | 3:40 |
| 4. | Waiting for Love (Prinston & Astrid S Acoustic Version) | 3:21 |
| 5. | Waiting for Love (Autograf Remix)                       | 4:47 |
| 6. | Waiting for Love (Marshmello Remix)                     | 4:33 |

| 1. | Waiting for Love (Astma & Rocwell Remix) | 3:47 |
| 2. | Waiting for Love (Addal Remix)           | 3:45 |
| 3. | Waiting for Love (Fabich Remix)          | 3:44 |

## Classement
| Classement (2015)                       | Meilleure position |
| --------------------------------------- | ------------------ |
| Allemagne (Media Control AG)            | 8                  |
| Autriche (Ö3 Austria Top 40)            | 1                  |
| Australie (ARIA)                        | 15                 |
| Belgique (Flandre Ultratop 50 Singles)  | 15                 |
| Belgique (Wallonie Ultratop 50 Singles) | 12                 |
| Danemark (Tracklisten)                  | 5                  |
| Espagne (PROMUSICAE)                    | 29                 |
| Finlande (Suomen virallinen lista)      | 2                  |
| France (SNEP)                           | 14                 |
| Italie (FIMI)                           | 10                 |
| Norvège (VG-lista)                      | 1                  |
| Nouvelle-Zélande (RMNZ)                 | 15                 |
| Pays-Bas (Nederlandse Top 40)           | 5                  |
| Suède (Sverigetopplistan)               | 1                  |
| Suisse (Schweizer Hitparade)            | 7                  |

## Certification
| Région                                                                                                 | Certification | Ventes/Streams |
| --- | ------------- | -------------- |
| Belgique (BEA)                                                                                         | Or            | 10 000*        |
| *Ventes selon la certification ^Mise en rayon selon la certification xNon précisé par la certification |               |                |